# Европско првенство у фудбалу 2008.
Европско првенство у фудбалу 2008. је било 13. по реду европско фудбалско првенство за мушкарце, које је одржано од 7. до 29. јуна 2008. у Аустрији и Швајцарској, а тријумфовала је фудбалска репрезентација Шпаније која је у финалу савладала Немачку.
Ово је друго првенство у историји Европских првенстава које су организовале две државе, уз Европско првенство 2000. у Холандији и Белгији, а први пут је првенство одржано у континенталним земљама. Швајцарска је претходно организовала Светско првенство 1954.
Аустрија и Швајцарска су се аутоматски квалификовале као домаћини. Преосталих 14 тимова се квалификовало кроз квалификације које су почеле у августу 2006.
Шпанија је као победник овог турнира представљала Европу на Купу конфедерација 2009. које се одржало у Јужној Африци.

## Кандидатура за домаћина
Аустрија и Швајцарска су добиле право да организују завршницу у конкуренцији коју су чиниле Грчка/Турска, Шкотска/Ирска, Русија, Мађарска, Хрватска/Босна и Херцеговина и четири Нордијске земље Норвешка/Шведска/Данска/Финска. Аустрија је претходно са Мађарском конкурисала за организацију Европског првенства 2004, али је на крају изгубила од Португалије.
Аустрија/Швајцарска, Грчка/Турска и Мађарска ушли су у ужи избор. Аустрија/Швајцарска и Мађарска су се борили за право домаћина док су Грчка и Турска прве испале.
У историји европског фудбала ово је био други пут да су две државе домаћини европског првенства у фудбалу, после Европског првенства у фудбалу 2000.

## Стадиони
Првенство се играло на осам стадиона у осам градова двеју земаља. Ниједан од тих стадиона није имао капацитет мањи од 30.000 гледалаца. Највећи стадион био је Ернст Хапел стадион у Бечу, с капацитетом од 53.295 гледалаца. Финална утакмица се играла управо на овом стадиону, 29. јуна 2008. Фудбалска репрезентација Швајцарске играла је све своје утакмице на Сент Јакоб Парку у Базелу, а репрезентација Аустрије на Ернст Хапел стадиону у Бечу.
Град домаћин Цирих је 2004. године имао проблем са организацијом турнира зато што је требало да реновира стадион Хардтурм, али је тај план заустављен услед иницијативе грађана тог града. Уефа и организатори планирали су да свака држава домаћин има по 4 стадиона. Организатори су препоручили да се реновира стадион Лецигрунд и Уефа је прихватила тај план у јануару 2005. године. Стадион Лецигрунд је отворен 23. септембра 2007. године.
| Беч                                   | Клагенфурт                                    | Салцбург                                 | Инзбрук                               |
| ------------------------------------- | --------------------------------------------- | ---------------------------------------- | ------------------------------------- |
| Стадион Ернст Хапел Капацитет: 53.295 | Хипо арена Капацитет: 31.957                  | Стадион Валс Зиценхајм Капацитет: 31.020 | Стадион Нови Тиволи Капацитет: 31.600 |
|                                       |                                               |                                          |                                       |
|                                       |                                               |                                          |                                       |
| Базел                                 | Берн                                          | Женева                                   | Цирих                                 |
| Сент Јакоб Парк Капацитет: 42.500     | Стадион Швајцарска Ванкдорф Капацитет: 31.907 | Стадион Женева Капацитет: 31.228         | Стадион Лецигрунд Капацитет: 30.000   |
|                                       |                                               |                                          |                                       |

## Квалификације
Жреб за квалификације је био одржан 27. јануара 2006. године, у Монтреу (Швајцарска) у 12:00 часова по средњоевропском времену (CET).
Квалификације су започеле месец дана након Светског првенства у Немачкој.
Систем квалификација промењен је у односу на прошле. Победник и другопласирани у седам група су се директно квалификовали без утакмица баража. Шест група је имало по 7 тимова, а група А имала је 8 тимова.

### Квалификоване репрезентације
12 од 16 земаља које су се квалификовале за првенство 2004. године, квалификовале су се и за првенство 2008. године.
Аустрија (земља домаћин) и Пољска су наступиле по први пут на Европском првенству. Румунија и Турска су се квалификовале након што су прескочиле првенство 2004. године.
| Репрезентација | Квалификована као      | Датум квалификације | Преглед учешћа на турнирима1, 2                               |
| -------------- | ---------------------- | ------------------- | ------------------------------------------------------------- |
| Аустрија       | Домаћин                | 12. децембар 2002.  | 0 (дебитант)                                                  |
| Швајцарска     | Домаћин                | 12. децембар 2002.  | 2 (1996, 2004)                                                |
| Немачка        | Другопласирани групе Д | 13. октобар 2007.   | 9 (19723, 19763, 19803, 19843, 19883, 1992, 1996, 2000, 2004) |
| Грчка          | Победник групе Ц       | 17. октобар 2007.   | 2 (1980, 2004)                                                |
| Румунија       | Победник групе Г       | 17. октобар 2007.   | 3 (1984, 1996, 2000)                                          |
| Чешка          | Победник групе Д       | 17. октобар 2007.   | 6 (19604, 19764, 19804, 1996, 2000, 2004)                     |
| Холандија      | Другопласирани групе Г | 17. октобар 2007.   | 7 (1976, 1980, 1988, 1992, 1996, 2000, 2004)                  |
| Пољска         | Победник групе А       | 17. новембар 2007.  | 0 (дебитант)                                                  |
| Италија        | Победник групе Б       | 17. новембар 2007.  | 6 (1968, 1980, 1988, 1996, 2000, 2004)                        |
| Француска      | Другопласирани групе Б | 17. новембар 2007.  | 6 (1960, 1984, 1992, 1996, 2000, 2004)                        |
| Хрватска       | Победник групе Е       | 17. новембар 2007.  | 2 (1996, 2004)                                                |
| Шпанија        | Победник групе Ф       | 17. новембар 2007.  | 7 (1964, 1980, 1984, 1988, 1996, 2000, 2004)                  |
| Португал       | Другопласирани групе А | 21. новембар 2007.  | 4 (1984, 1996, 2000, 2004)                                    |
| Турска         | Другопласирани групе Ц | 21. новембар 2007.  | 2 (1996, 2000)                                                |
| Русија         | Другопласирани групе Е | 21. новембар 2007.  | 8 (19605, 19645, 19685, 19725, 19885, 19926, 1996, 2004)      |
| Шведска        | Другопласирани групе Ф | 21. новембар 2007.  | 3 (1992, 2000, 2004)                                          |

 Напомене:
1 Коса репрезентација означава домаћина на првенству
2 Подебљана година означава првака у тој години
3 Као Западна Немачка
4 Као Чехословачка
5 Као Совјетски Савез
6 Као Заједница независних држава

## Жреб
Жреб за такмичарске групе на првенству одржан је 2. децембра 2007. године у Луцерну (Швајцарска). Пред извлачење, екипе су биле разврстане према Уефиној ранг листи у 4 шешира (групе) по четири екипе. Уефа се руководила само према резултатима у последња два циклуса квалификација за велика такмичења и на основу тога одредила коефицијенте. Изузетак су били само Немци који нису играли у квалификацијама за светско првенство јер су били домаћини, па су им се рачунали само резултати из ових квалификација. Вицешампион света Француска, услед лоших и неубедљивих игара сврстана је у четврти шешир, док је Холандија — захваљујући добрим играма — добила најбољи коефицијент и први шешир.
Жребом су руководили:
- Ђани Инфантино, домаћин жреба
- Петер Шмејхел, извукао шешир 1
- Јирген Клинсман, извукао шешир 2
- Дидије Дешам, извукао шешир 3
- Теодорос Загоракис, извукао шешир 4
- Бернард Диц, извукао групу А
- Антон Одрус, извукао групу Б
- Франц Бекенбауер, извукао групу Ц
- Дино Зоф, извукао групу Д

Домаћини првенства Аустрија и Швајцарска били су носиоци. Одређено је да носилац групе А буде Швајцарска, а групе Б Аустрија. Уз домаћине су се у првом шеширу налазили Грчка као бранилац трофеја и Холандија са највећим Уефа коефицијентом.

### Распоред екипа по шеширима
| Шешир 1                                                                     | Шешир 2                                | Шешир 3                                   | Шешир 4                                |
| --------------------------------------------------------------------------- | -------------------------------------- | ----------------------------------------- | -------------------------------------- |
| - Швајцарска (носилац на A1) - Аустрија (носилац на Б1) - Грчка - Холандија | - Хрватска - Италија - Чешка - Шведска | - Румунија - Немачка - Португал - Шпанија | - Пољска - Француска - Турска - Русија |

Процедура жребања је била таква да прво буду жребани носиоци група Ц и Д, а потом и селекције из четвртог, трећег и другог шешира.

## Судије
За суђење на овом првенству побринуле су се европске судије, 12 главних и 24 помоћна.
| Држава     | Судија                 | Помоћне судије            | Помоћне судије        |
| ---------- | ---------------------- | ------------------------- | --------------------- |
| Аустрија   | Конрад Плауц           | Егон Бероитер             | Маркус Маир           |
| Белгија    | Франк де Плекер        | Петер Херманс             | Алекс Верстраетен     |
| Енглеска   | Хауард Веб             | Дерен Кејн                | Мајк Муларки          |
| Немачка    | Херберт Фандел         | Карстен Кадах             | Волкер Вецел          |
| Грчка      | Кирос Васарас          | Димитрис Бозарцидис       | Димитрис Сараидарис   |
| Италија    | Роберто Росети         | Алесандро Грисели         | Паоло Галчано         |
| Холандија  | Питер Винк             | Адриан Иниа               | Ханс тен Хове         |
| Норвешка   | Том Хенинг Овребо      | Геир Аге Холен            | Јан Петер Ранден      |
| Словачка   | Лубош Михел            | Роман Слиско              | Мартин Балко          |
| Шпанија    | Мануел Метухо Гонзалез | Хуан Карлос Јусте Хименез | Јесус Калво Гуадамуро |
| Шведска    | Петер Фрејдфелд        | Стефан Витберг            | Хенрик Андрен         |
| Швајцарска | Масимо Бусака          | Матиас Арнет              | Стефан Кухат          |

## Такмичење по групама
| Група А Група Б | Група Ц Група Д |

### Група А
|    | Табела групе А | И | П | Н | И | ДГ | ПГ | ГР | Бод. |
| -- | -------------- | - | - | - | - | -- | -- | -- | ---- |
| 1. | Португал       | 3 | 2 | 0 | 1 | 5  | 3  | +2 | 6    |
| 2. | Турска         | 3 | 2 | 0 | 1 | 5  | 5  | 0  | 6    |
| 3. | Чешка          | 3 | 1 | 0 | 2 | 3  | 3  | 0  | 3    |
| 4. | Швајцарска     | 3 | 1 | 0 | 2 | 4  | 6  | -2 | 3    |

| Швајцарска | 0 : 1      | Чешка       |
| ---------- | ---------- | ----------- |
|            | (Извештај) | Сверкош 71’ |

| Португал                | 2 : 0      | Турска |
| ----------------------- | ---------- | ------ |
| Пепе 61’ · Мејрелеш 93’ | (Извештај) |        |

| Чешка Република | 1 : 3      | Португал                               |
| --------------- | ---------- | -------------------------------------- |
| Сионко 17’ ·    | (Извештај) | Деко 8’ · Роналдо 63’ · Кварежма 90+1’ |

| Турска                | 2 : 1      | Швајцарска |
| --------------------- | ---------- | ---------- |
| Семих 8’ · Арда 90+2’ | (Извештај) | Јакин 32’  |

| Швајцарска     | 2 : 0      | Португал |
| -------------- | ---------- | -------- |
| Јакин 71’, 83’ | (Извештај) |          |

| Турска                    | 3 : 2      | Чешка                  |
| ------------------------- | ---------- | ---------------------- |
| Арда 75’ · Нихат 87’, 89’ | (Извештај) | Колер 34’ · Плашил 62’ |

### Група Б
|    | Табела групе Б | И | П | Н | И | ДГ | ПГ | ГР | Бод. |
| -- | -------------- | - | - | - | - | -- | -- | -- | ---- |
| 1. | Хрватска       | 3 | 3 | 0 | 0 | 4  | 1  | +3 | 9    |
| 2. | Немачка        | 3 | 2 | 0 | 1 | 4  | 2  | +2 | 6    |
| 3. | Аустрија       | 3 | 0 | 1 | 2 | 1  | 3  | -2 | 1    |
| 4. | Пољска         | 3 | 0 | 1 | 2 | 1  | 4  | -3 | 1    |

| Аустрија | 0 : 1      | Хрватска         |
| -------- | ---------- | ---------------- |
|          | (Извештај) | Модрић 4’ (пен.) |

| Немачка           | 2 : 0      | Пољска |
| ----------------- | ---------- | ------ |
| Подолски 20’, 72’ | (Извештај) |        |

| Хрватска            | 2 : 1      | Немачка      |
| ------------------- | ---------- | ------------ |
| Срна 24’ · Олић 62’ | (Извештај) | Подолски 79’ |

| Аустрија            | 1 : 1      | Пољска     |
| ------------------- | ---------- | ---------- |
| Вастић 90+3’ (пен.) | (Извештај) | Гереро 30’ |

| Пољска | 0 : 1      | Хрватска    |
| ------ | ---------- | ----------- |
|        | (Извештај) | Класнић 53’ |

| Аустрија | 0 : 1      | Немачка   |
| -------- | ---------- | --------- |
|          | (Извештај) | Балак 49’ |

### Група Ц
|    | Табела групе Ц | И | П | Н | И | ДГ | ПГ | ГР | Бод. |
| -- | -------------- | - | - | - | - | -- | -- | -- | ---- |
| 1. | Холандија      | 3 | 3 | 0 | 0 | 9  | 1  | +8 | 9    |
| 2. | Италија        | 3 | 1 | 1 | 1 | 3  | 4  | -1 | 4    |
| 3. | Румунија       | 3 | 0 | 2 | 1 | 1  | 2  | -1 | 2    |
| 4. | Француска      | 3 | 0 | 1 | 2 | 1  | 6  | -5 | 1    |

| Румунија | 0 : 0      | Француска |
| -------- | ---------- | --------- |
|          | (Извештај) |           |

| Холандија                                            | 3 : 0      | Италија |
| ---------------------------------------------------- | ---------- | ------- |
| Ван Нистелрој 26’ · Снејдер 31’ · Ван Бронкхорст 79’ | (Извештај) |         |

| Италија    | 1 : 1      | Румунија |
| ---------- | ---------- | -------- |
| Панучи 55’ | (Извештај) | Муту 54’ |

| Холандија                                         | 4 : 1      | Француска |
| ------------------------------------------------- | ---------- | --------- |
| Кујт 9’ · Ван Перси 59’ · Робен 72’ · Снејдер 90’ | (Извештај) | Анри 71’  |

| Холандија                    | 2 : 0      | Румунија |
| ---------------------------- | ---------- | -------- |
| Хунтелар 54’ · ван Перси 87’ | (Извештај) |          |

| Француска | 0 : 2      | Италија                          |
| --------- | ---------- | -------------------------------- |
|           | (Извештај) | Пирло 25’‘ (пен.) · Де Роси 62’‘ |

### Група Д
|    | Табела групе Д | И | П | Н | И | ДГ | ПГ | ГР | Бод. |
| -- | -------------- | - | - | - | - | -- | -- | -- | ---- |
| 1. | Шпанија        | 3 | 3 | 0 | 0 | 8  | 2  | +6 | 9    |
| 2. | Русија         | 3 | 2 | 0 | 1 | 4  | 4  | 0  | 6    |
| 3. | Шведска        | 3 | 1 | 0 | 2 | 3  | 4  | -1 | 3    |
| 4. | Грчка          | 3 | 0 | 0 | 3 | 1  | 5  | -4 | 0    |

| Шпанија                             | 4 : 1      | Русија         |
| ----------------------------------- | ---------- | -------------- |
| Виља 20’, 44’, 75’ · Фабрегас 90+2’ | (Извештај) | Пављученко 86’ |

| Грчка | 0 : 2      | Шведска                      |
| ----- | ---------- | ---------------------------- |
|       | (Извештај) | Ибрахимовић 67’ · Хансон 72’ |

| Шведска         | 1 : 2      | Шпанија                 |
| --------------- | ---------- | ----------------------- |
| Ибрахимовић 34’ | (Извештај) | Торес 15’ · Виља 90+2’' |

| Грчка | 0 : 1      | Русија       |
| ----- | ---------- | ------------ |
|       | (Извештај) | Зирјанов 33’ |

| Грчка         | 1 : 2      | Шпанија                    |
| ------------- | ---------- | -------------------------- |
| Харистеас 42’ | (Извештај) | де ла Ред 61’ · Гвиза 88’' |

| Русија                       | 2 : 0      | Шведска |
| ---------------------------- | ---------- | ------- |
| Пављученко 24’ · Аршавин 50’ | (Извештај) |         |

## Елиминациона фаза
Утакмице завршне фазе игране су другачије него на прошлим европским првенствима. Репрезентације из група А и Б играле су одвојено од репрезентација група Ц и Д. Ово је онемогућило да тимови из исте групе играју заједно у финалу. Свих 7 утакмица завршне фазе одиграно је на два стадиона: Сент Јакоб Парку у Базелу и Ернст Хапел стадиону у Бечу.
|  | Четвртфинале    | Четвртфинале  |                 |       | Полуфинале | Полуфинале |  |  | Финале | Финале |
|  |                 |               |                 |       |            |            |  |  |        |        |
|  | 19. јун - Базел |               |                 |       |            |            |  |  |        |        |
|  |                 |               |                 |       |            |            |  |  |        |        |
|  | Португал        | 2             |                 |       |            |            |  |  |        |        |
|  | Португал        | 2             | 25. јун - Базел |       |            |            |  |  |        |        |
|  | Немачка         | 3             |                 |       |            |            |  |  |        |        |
|  | Немачка         | 3             | Немачка         | 3     |            |            |  |  |        |        |
|  | 20. јун - Беч   |               | Немачка         | 3     |            |            |  |  |        |        |
|  |                 | Турска        | 2               |       |            |            |  |  |        |        |
|  | Хрватска        | Турска        | 2               | 1 (1) |            |            |  |  |        |        |
|  | Хрватска        |               | 29. јун - Беч   | 1 (1) |            |            |  |  |        |        |
|  | Турска (пен.)   | 1 (3)         |                 |       |            |            |  |  |        |        |
|  | Турска (пен.)   | 1 (3)         | Немачка         | 0     |            |            |  |  |        |        |
|  | 21. јун - Базел |               | Немачка         | 0     |            |            |  |  |        |        |
|  |                 | Шпанија       | 1               |       |            |            |  |  |        |        |
|  | Холандија       | Шпанија       | 1               | 1     |            |            |  |  |        |        |
|  | Холандија       | 26. јун - Беч |                 | 1     |            |            |  |  |        |        |
|  | Русија (про.)   | 3             |                 |       |            |            |  |  |        |        |
|  | Русија (про.)   | 3             | Русија          | 0     |            |            |  |  |        |        |
|  | 22. јун - Беч   |               | Русија          | 0     |            |            |  |  |        |        |
|  |                 | Шпанија       | 3               |       |            |            |  |  |        |        |
|  | Шпанија (пен.)  | Шпанија       | 3               | 0 (4) |            |            |  |  |        |        |
|  | Шпанија (пен.)  |               |                 | 0 (4) |            |            |  |  |        |        |
|  | Италија         | 0 (2)         |                 |       |            |            |  |  |        |        |
|  | Италија         | 0 (2)         |                 |       |            |            |  |  |        |        |

### Четвртфинале
| Португал                     | 2 : 3      | Немачка                                  |
| ---------------------------- | ---------- | ---------------------------------------- |
| Нуно Гомес 40’ · Постига 87’ | (Извештај) | Швајнштајгер 22’ · Клозе 26’ · Балак 61’ |

| Хрватска                         | 1 : 1 (п. п.) | Турска                        |
| -------------------------------- | ------------- | ----------------------------- |
| Класнић 119’                     | (Извештај)    | Шентурк 120’                  |
| Пенали                           |               |                               |
| Модрић · Срна · Ракитић · Петрић | 1 : 3         | Арда · Семих · Хамит Алтинтоп |

| Холандија         | 1 : 3 (п. п.) | Русија                                         |
| ----------------- | ------------- | ---------------------------------------------- |
| Ван Нистелрој 86’ | (Извештај)    | Пављученко 56’ · Торбински 111’ · Аршавин 116’ |

| Шпанија                                  | 0 : 0 (п. п.) | Италија                                        |
| ---------------------------------------- | ------------- | ---------------------------------------------- |
|                                          | (Извештај)    |                                                |
| Пенали                                   |               |                                                |
| Виља · Казорла · Сена · Гуиза · Фабрегас | 4 : 2         | Гросо · де Роси · Мауро Каморанеси · ди Натале |

### Полуфинале
| Немачка                                | 3 : 2      | Турска                  |
| -------------------------------------- | ---------- | ----------------------- |
| Швајнштајгер 26’ · Клозе 79’ · Лам 90’ | (Извештај) | Борал 21’ · Шентурк 86’ |

| Русија | 0 : 3      | Шпанија                          |
| ------ | ---------- | -------------------------------- |
|        | (Извештај) | Ћави 50’ · Гуиза 73’ · Силва 82’ |

### Финале
| Немачка | 0 : 1 | Шпанија   |
| ------- | ----- | --------- |
|         |       | Торес 33’ |

| Победник Европског првенства у фудбалу 2008. |
| Шпанија Друга титула                         |

## Статистике

### Стрелци
| 4 гола - Давид Виља 3 гола - Лукас Подолски - Роман Пављученко - Хакан Јакин - Семих Шентурк 2 гола - Иван Класнић - Данијел Гвиза - Фернандо Торес - Михаел Балак - Мирослав Клозе - Бастијан Швајнштајгер - Руд ван Нистелрој - Робин ван Перси - Весли Снајдер - Андреј Аршавин - Златан Ибрахимовић - Арда Туран - Нихат Кахвеџи | 1 гол - Ивица Вастић - Лука Модрић - Ивица Олић - Даријо Срна - Јан Колер - Јарослав Плашил - Либор Сионко - Вацлав Сверкош - Тијери Анри - Филип Лам - Ангелос Харистеас - Данијеле Де Роси - Кристијан Панучи - Андреа Пирло - Ђовани ван Бронкхорст - Клас Јан Хунтелар | 1 гол (наст.) - Дирк Којт - Арјен Робен - Рожер Гереро - Деко - Раул Меирелес - Нуно Гомес - Пепе - Хелдер Поштига - Рикардо Кварешма - Кристијано Роналдо - Адријан Муту - Дмитриј Торбонски - Константин Зирјанов - Рубен де ла Ред - Сеск Фабрегас - Чави - Давид Силва - Петер Хансон - Угур Борал |

## Награде

### Најбољи тим
Од Европског првенства 1996. техничка комисија Уефе прави свој најбољи тим европског првенства са 23 играча. Одговорни за избор тима турнира су деветочлана комисија која се састоји од професионалних тренера, који у току првенства прате све утакмице и после турнира предају завршни извештај Уефе. Критеријуме за избор најбоље екипе су дух тима, техника, одбрамбени и голгетерски квалитети.
| Голман                                        | Одбрана                                                               | Средина | Нападачи                                                  |
| --------------------------------------------- | --------------------------------------------------------------------- | --- | --------------------------------------------------------- |
| Икер Касиљас Едвин ван дер Сар Ђанлуиђи Буфон | Карлос Марчена Карлес Пујол Филип Лам Жозе Босингва Пепе Јуриј Жирков | Маркос Сена Чави Сеск Фабрегас Андрес Инијеста Михаел Балак Лукас Подолски Хамит Алтинтоп Константин Зирјанов Лука Модрић Весли Снајдер | Роман Пављученко Андреј Аршавин Давид Виља Фернандо Торес |

### Најбољи играч
Везни играч репрезентације Шпаније Чави Ернандез проглашен је за најбољег играча Европског првенства. 28-годишњи ас Барселоне био је један од кључних играча на путу Шпанаца до титуле првака Европе. Избор најбољег играча турнира извршила је техничка комисија Уефе, која је у обзир узела и гласове навијача. Такође, још осам шпанских фудбалера ушло је у избор за најбољи тим првенства.

## Коначни пласман учесника
| 1. место 2. место Од 3. до 4. места | Од 5. до 8. места Од 9. до 16. места |

| Поз                        | Тим        | Г | ИГ | П | Н | И | ГД | ГП | ГР | Бод. |
| -------------------------- | ---------- | - | -- | - | - | - | -- | -- | -- | ---- |
| Финале                     |            |   |    |   |   |   |    |    |    |      |
| 1                          | Шпанија    | Д | 5  | 1 | 0 | 0 | 12 | 3  | +9 | 16   |
| 2                          | Немачка    | Б | 6  | 4 | 0 | 2 | 10 | 6  | +4 | 12   |
| Елиминисани у полуфиналу   |            |   |    |   |   |   |    |    |    |      |
| 3                          | Русија     | Д | 5  | 3 | 0 | 2 | 7  | 8  | -1 | 9    |
| 4                          | Турска     | А | 5  | 2 | 1 | 2 | 8  | 9  | -1 | 7    |
| Елиминисани у четвртфиналу |            |   |    |   |   |   |    |    |    |      |
| 5                          | Хрватска   | Б | 4  | 3 | 1 | 0 | 5  | 2  | +3 | 10   |
| 6                          | Холандија  | Ц | 4  | 3 | 0 | 1 | 10 | 4  | +6 | 9    |
| 7                          | Португал   | А | 4  | 2 | 0 | 2 | 7  | 6  | +1 | 6    |
| 8                          | Италија    | Ц | 4  | 1 | 2 | 1 | 3  | 4  | -1 | 5    |
| Елиминисани у групној фази |            |   |    |   |   |   |    |    |    |      |
| 9                          | Швајцарска | А | 3  | 1 | 0 | 2 | 3  | 3  | 0  | 3    |
| 10                         | Шведска    | Д | 3  | 1 | 0 | 2 | 3  | 4  | -1 | 3    |
| 11                         | Чешка      | А | 3  | 1 | 0 | 2 | 4  | 6  | -2 | 3    |
| 12                         | Румунија   | Ц | 3  | 0 | 2 | 1 | 1  | 3  | −2 | 2    |
| 13                         | Аустрија   | Б | 3  | 0 | 1 | 2 | 1  | 3  | −2 | 1    |
| 14                         | Пољска     | Б | 3  | 0 | 1 | 2 | 1  | 4  | -3 | 1    |
| 15                         | Француска  | Ц | 3  | 0 | 1 | 2 | 1  | 6  | −5 | 1    |
| 16                         | Грчка      | Д | 3  | 0 | 0 | 3 | 1  | 5  | −4 | 0    |

## Остало

### Лопта
Адидас је у сарадњи са Бајер-материјалима произвео лопту којом су се играле утакмице овог турнира. Она носи име Еуропас (енгл. EUROPASS). Бела основна боја са црним пољима асоцира на изглед традиционалне фудбалске лопте, а међу приказаним детаљима су лого такмичења и заставе домаћина. Лопта која се користила на свим утакмицама има исписан датум, име града, стадиона и ривала у том мечу.
Лопту су критиковали чешки голман Петр Чех и немачки Јенс Леман.

### Музика
Званична песма првенства је била Чујеш ли ме (енгл. Can You Hear Me) коју пева Енрике Иглесијас.

### Маскоте
Званичне маскоте Европског првенства у фудбалу 2008. су били Трикс и Фликс. То су браћа близанци у црвено-белим дресовима (боје Аустрије и Швајцарске). Бројеви на њиховим дресовима су „20” и „08”, што заједно даје „2008”. Црвена коса ових ликова подсећа на лого првенства и на алпске планине. Дизајн маскота израдио је студио Warner Bros.
Навијачи су преко интернета могли да бирају име маскоте. Три предложена имена су била:
- Зиги и Заги
- Флиц и Биц
- Трикс и Фликс

Са 36,3% гласова изабрани су Трикс и Фликс.

## Новчане награде
Уефа је обезбедила 184 милиона евра за 16 квалификованих репрезентација које су учествовале на турниру. Новац је подељен на овај начин:
- награда за учествовање: 7,5 милиона евра
- победник: 7,5 милиона евра
- други Финалиста: 4,5 милиона евра
- полуфиналисти: 3 милиона евра
- четвртфиналисти: 2 милиона евра
- такмичари групне фазе (по утакмици):
  - победа: 1 милион евра
  - нерешено: 500.000 евра

Шпанија је као једина непоражена екипа добила награду од укупно 23 милиона евра. Грчка је имала сва три пораза у групи и добила је само 7,5 милиона евра.